# أندرو كالفر
أندرو كالفر هو ملحن كندي، ولد في 30 أغسطس 1953.

## وصلات خارجية
- أندرو كالفر على موقع ميوزك برينز (الإنجليزية)
- أندرو كالفر على موقع ديسكوغز (الإنجليزية)